# Josselin Ouanna
Josselin Ouanna (Tours, 14 de Abril de 1986) é um tenista profissional francês. Ouanna conseguiu seu melhor ranking em 2009, sendo N. 88 em simples da ATP, no Open da Austrália de 2004 junior, ele perdeu a decisão francesa para Gaël Monfils.